# 1651 в Україні

## Пам'ятні дати та ювілеї
- 625 років з часу укладення між князями Ярославом Мудрим та Мстиславом Хоробрим угоди, за якою Мстислав отримав у правління лівобережжя Дніпра. Княжим містом Мстислава був Чернігів у 1026 році.
- 575 років з часу у 1076 році:
  - зведення на київський престол князя Всеволода Ярославича після смерті його брата Святослава Ярославича.
  - створення «Ізборника» для князя Святослава Ярославича.
- 425 років з часу міжусобної війни між князями Олегом Курським та Михайлом Всеволодовичем за Чернігів, яку виграв останній у 1226 році.
- 275 років з часу захоплення Любартом Гедиміновичем галицького князівського престолу у 1376 році.
- 250 років з часу підпорядковання Київській митрополії Галицької у 1401 році.
- 125 років з часу загарбання західної частини Закарпаття австрійськими Габсбургами, а східної — Трансильванським князівством у 1526 році.
- 75 років з часу заснування Острозької школи — першого навчального закладу університетського рівня на території України у 1576 році.
- 25 років з часу у 1626 році:
  - походу флотилії гетьмана Михайла Дорошенка на Трапезунд, Синоп і Самсонів (Самсун);
  - заснування Немирівського церковного братства для боротьби проти католизації і ополячення.

### Видатних особистостей

#### Народились
- 575 років з дня народження (1076 рік):
  - Мстислав I Володимирович (Великий) — Великий князь Київський; син Володимира II Мономаха та Ґіти — дочки англійського короля Гарольда ІІ, останній князь, який утримував єдність Київської держави.
- 125 років з дня народження (1526 рік):
  - Костянтин Василь Острозький — військового, політичного і культурного діяча Великого Князівства Литовського, воєводи Київського, маршалка Волинського, засновника Острозької академії, видавця Острозької Біблії; сина гетьмана Костянтина Острозького.

#### Померли
- 575 років з часу смерті (1076 рік):
  - київського князя Святослава Ярославича (Святослава II) — князя чернігівського (1054—1073 рр.), великий князь київський (1073-76 рр.); син Ярослава Мудрого. 942 роки тому, в 49 років (нар. 1027 р.).
- 75 років з часу смерті (1576 рік):
  - Богдан Ружинський — низовий запорозький гетьман (1575—1576).

## Події
- 28 червня — Військо Запорозьке під командуванням Богдана Хмельницького із союзним йому кримськотатарським військом Ісляма III Ґерая зазнали поразки в битві під Берестечком (нині — Волинська область) від армії Речі Посполитої під командуванням Яна Казимира II. У битві з обох боків брало участь близько 300 тисяч чоловік.
- 6 липня — відбулася Битва під Лоєвом;
- 26 липня (5 серпня) — запорозькі козаки напали з Дніпра на литовську флотилію (військо Януша Радзивілла, яке захопило Київ).
- 23 — 25 вересня — відбулася Битва під Білою Церквою, що не визначила переможця;
- 28 вересня — Гетьман Богдан Хмельницький підписав з поляками Білоцерківський мирний договір, за яким козацький реєстр зменшувався до 20 тисяч, територія обмежувалась лише Київським воєводством і гетьман втрачав право на міжнародні зносини. Ратифікацію договору польським сеймом зірвав литовський шляхтич, вперше застосувавши право «вето». Це дало змогу Хмельницькому знову провести мобілізацію до війська і до весни 1652 року зібрати для війни з Польщею дві армії.

## Особи

### Народились
- 21 грудня — Димитрій Туптало (Данило Савич Туптало) — український та російський церковний діяч, вчений, письменник і проповідник, богослов (помер у 1709 році).

- Олександр Януш Заславський-Острозький — острозький ординат (1656–1682), князь, останній нащадок магнатської родини Заславських по чоловічій лінії (помер у 1682 році).
- Йоан Тобольський (Іван Максимович Максимович) — український церковний діяч, богослов, духовний письменник — автор численних поетичних творів, засновник Чернігівського колегіуму (помер у 1715 році).

### Померли
- 10 лютого — Данило Нечай — український військовий діяч, полковник брацлавський.
- 11 березня — Микола Григорович Кисі́ль — молодший брат Адама Киселя, полковник реєстрового козацтва.
- 16 липня — Мартин Небаба — український політик та військовий діяч доби Богдана Хмельницького, Отаманом Запорізької Січі. Під час національно-визвольної війни України 1648—1657 років — Полковник Борзенський; Полковник Чернігівський; наказний гетьман українського війська у Великому князівстві Литовському; наказний гетьман лівобережних полків України. Загинув у бою на білоруському фронті.
- 20 серпня — Ярема-Михайло Вишневецький — державний і військовий діяч Речі Посполитої, воєвода руський (1646—1651 рр.), керівник польсько-литовських військ під час Національно-визвольної війни під проводом Богдана Хмельницького (1648—1651 рр.) (народився 17 серпня 1612 р.).
- 26 жовтня — Йов Почаївський (Іван Залізо (Желізо) — православний святий, ігумен Почаївського монастиря, ієромонах, автор збірки моральних порад і повчань «Пчола Почаївська».
- 30 жовтня — Ігнатій Оксенович-Старушич — церковний діяч, богослов, науковець; професор[1], ректор Києво-Могилянської академії (1640—1642).

- Ісайя Трофимович-Козловський — український релігійний та освітній діяч, богослов, сподвижник святителя Петра Могили, ректор Києво-Печерської Лаврської школи й Києво-Могилянської колегії. Перший ігумен Києво-Братського монастиря Константинопольського патріархату. Співавтор катехизму «Православне сповідання віри» (1640).
- Олена Чаплинська (Мотрона Хмельницька) — шляхтянка руська, дружина Даніеля Чапліцького (Чаплинського) і друга дружина Богдана Хмельницького.
- Шумейко Прокіп — сподвижник Богдана Хмельницького, ніжинський полковник (1649—1650; 1651 рр.).

## Засновані, створені
- Антонівська сотня
- Бобровицька сотня
- Слабинська сотня
- Неданчичі